# Goodyera venusta
Goodyera venusta är en orkidéart som beskrevs av Rudolf Schlechter. Goodyera venusta ingår i släktet knärötter, och familjen orkidéer. Inga underarter finns listade i Catalogue of Life.